# نیکلای رتیشچف
نیکلای فدروویچ رتیشچف (روسی: Николай Федорович Ртищев؛ ۱۷۵۴ – ۲۰ ژانویهٔ ۱۸۳۵) ژنرال پیاده‌نظام امپراتوری روسیه بود. وی بین ۱۸۱۳ تا ۱۸۱۶ به‌عنوان فرماندهٔ کل ارتش روسیه در قفقاز خدمت می‌کرد. او طرف روسیِ امضاکننده عهدنامه گلستان که در سال ۱۸۱۳ با منعقد شد، مشهور است.

## زندگی‌نامه
نیکولای رتیشچف در خانواده ای روسی با نسب باستانی متولد شد.  وی پس از پایان آموزش پیاده دانشجوی دانشکده افسری سپاه، شروع به خدمت به عنوان یک ستوان ارتش منظم در تاریخ ۲۷ ژوئیه ۱۷۷۳ کرد و در ۱۱ اکتبر همین سال آجودان شد. بعد از آن، رتیشچف به سرعت در صفوف نظامی ارتقا یافت. او حدود ۶ سال بعد، در ۱۱ اکتبر ۱۷۷۹، دومین سرگرد هنگ دوم گرانادیر شد و در ۱۵ سپتامبر ۱۷۸۴، هنگامی که سرهنگ (پولکونیک) در هنگ پیاده‌نظام ناواگینسک شد، به عنوان جانشین چرنیشف به کار خود پایان داد.  در ۲ مه ۱۷۸۹، وی در هنگ سرتیپ سنت پترزبورگ سرتیپ شد.  رتیشچف در جنگ روسیه و سوئد ۱۷۸۸–۱۷۹۰ خدمت کرد و به خاطر شایستگی‌هایش، شمشیر طلا را برای شجاعت به دست آورد.  در ۱۲ ژانویه ۱۷۹۳، وی به درجه سرلشکری ارتقا یافت و متعاقباً در لهستان ، جایی که قیام کوشیوسکو در حال وقوع بود، خدمت کرد.  در سال ۱۷۹۸، او یک سپهبد، فرمانده آستراخان و در ۵ آوریل ۱۷۹۸، سرآشپز هنگ پادگان آستاراخان شد.  خدمات وی در آستاراخان بسیار کوتاه بود، زیرا او در همان سال از آن وظیفه بازنشسته شد و در ۱۵ آوریل ۱۸۰۶ به ارتش اصلی بازگشت.  در ۹ اکتبر ۱۸۰۹، رتیشچف فرماندهی لشکر ۱۶ را بر عهده گرفت. و نشان سنت آنا (درجه ۱) را به دست آورد.  او در کارزارهای اصول دانوب بین سال‌های ۱۸۰۷–۱۸۰۹ شرکت کرد. در ۲۷ مه ۱۸۰۹ فرماندهی لشکر ۲۵ را به عهده گرفت و در همان سال علیه اتریش شرکت کرد. به خاطر تلاش‌هایش در طول مبارزات انتخاباتی، وی نشان سنت جورج (درجه ۴) را در ۸ دسامبر ۱۸۱۰ دریافت کرد. 
در ۱۹ ژوئیه ۱۸۱۱، وی فرمانده کل نیروهای روسی در خط قفقاز شد. در سال بعد، مقام وی به فرماندهی کل ارتش روسیه در قفقاز ارتقا یافت، موضعی که به عنوان رئیس قائم مقام قفقاز نیز شناخته می‌شد. رتیشچف اقدامات مؤثری را علیه کوهنوردان در بخشهایی از داغستان و همچنین مناطق تازه کارتلی، کاختی و مناطق کوهستانی گرجستان انجام داد. در سالهای ۱۸۱۲–۱۸۱۳، در طول جنگ روسیه و ایران در سالهای ۱۸۰۴–۱۸۱۳، وی با موفقیت توانست ارتشهای ایران را در شمال ارمنستان و جنوب گرجستان عقب راند.  در اوت ۱۸۱۲، رتیشچف از تفلیس (تفلیس) به مرز ایران رفت و با وساطت فرستاده انگلیس گور اوسلی وارد مذاکره شد، اما شرایط پیشنهاد شده توسط فرمانده کل قوا، عباس میرزا، پذیرفته نشد. توسط دولت روسیه، و بنابراین رتیشچف به تفلیس بازگشت. با این حال، هنگامی که ژنرال پیوتر کوتلیارفسکی شهر لنکران در اوایل سال ۱۸۱۳ را با موفقیت تصرف کرد، پارسیان را مجبور به پذیرش شرایط تحقیرآمیز و بسیار نامطلوب روسیه کرد. در ۲۲ اکتبر ۱۸۱۳، رتیشف تفلیس را به مقصد قره باغ ترک کرد، جایی که در روستای گلستان روسیه و ایران برای امضای پیمان بدنام گلستان که دو روز بعد در ۲۴ اکتبر ۱۸۱۳ به امضا رسید با یک بار دیگر با وساطت گور اوسلی، ملاقات کردند. این پیمان، با رتیشچف به عنوان امضا کننده روسیه، برای واگذاری غیرقابل برگشت مناطق مختلف قفقاز ایران، شامل گرجستان شرقی کنونی، بیشتر جمهوری آذربایجان و جنوب داغستان به روسیه تصویب شد.
رتیشف برای تلاشهای نظامی و دیپلماتیک موفقیت‌آمیز خود در سال ۱۸۱۳ به درجه پیاده‌نظام ارتقا یافت، همان سال که جنگ با ایران پایان یافت و نشان سنت الکساندر نوا در ۱۲ دسامبر ۱۸۱۲ و نشان افتخار شیر و خورشید را دریافت کرد. رتیشچف در ۲۱ آوریل ۱۸۱۶ از سمت خود استعفا داد و الکسی پترویچ یرمولوف جایگزین وی شد. در ژوئن ۱۸۱۷ او به عنوان سناتور سنای روسیه منصوب شد، و در آنجا به مدت پانزده سال سناتور بود. او در ۲۰ ژانویه ۱۸۳۵ درگذشت.